# Endochironomus pruinosus
Endochironomus pruinosus är en tvåvingeart som först beskrevs av Freeman 1961.  Endochironomus pruinosus ingår i släktet Endochironomus och familjen fjädermyggor.
Artens utbredningsområde är Madagaskar. Inga underarter finns listade i Catalogue of Life.